# Eitel-Frédéric Ier de Hohenzollern
Eitel-Frédéric Ier de Hohenzollern, (en allemand Eitel-Friedrich Ier von Hohenzollern), décédé en 1443, fut comte de Hohenzollern de 1401 à 1443.

## Famille
Fils de Frédéric XI de Hohenzollern et de Adélaïde von Fürstenberg.

### Mariage et descendance
En 1432, Eitel-Frédéric Ier de Hohenzollern épousa Ursula von Räzüns (†1477) 
Trois enfants sont nés de cette union :
- Just-Nicolas Ier de Hohenzollern, comte de Hohenzollern
- Henri de Hohenzollern (†1458)
- Adélaïde de Hohenzollern (†1502), elle fut abbesse au monastère de Königsfeld

Eitel-Frédéric Ier de Hohenzollern succéda à son père en 1401.

## Généalogie
Eitel-Frédéric Ier de Hohenzollern appartient à la quatrième branche (lignée Hohenzollern-Hechingen) issue de la première branche de la Maison de Hohenzollern. Cette lignée de Hohenzollern-Hechingen appartient à la branche souabe de la Maison de Hohenzollern, elle  s'éteignit en 1869 à la mort de Frédéric Guillaume de Hohenzollern-Hechingen. Eitel-Frédéric Ier de Hohenzollern est l'ascendant de Michel Ier de Roumanie.